# Valentijn Overeem
Valentijn Overeem (ur. 17 sierpnia 1976 w Amersfoort) – holenderski zawodnik mieszanych sztuk walki (MMA) wagi ciężkiej. Walczył m.in. na japońskich galach PRIDE FC, Rings oraz amerykańskich Strikeforce. Brat utytułowanego zawodnika MMA oraz K-1, Alistaira Overeema.

## Kick-boxing
W 1995 roku Overeem stoczył jak na razie swój jedyny kickbokserski pojedynek. Przegrał wtedy z przyszłym mistrzem japońskiej organizacji K-1 Remym Bonjaskym przez techniczny nokaut.

## Kariera MMA
Overeem zawodowo zadebiutował w MMA 18 lutego 1996 roku. W latach 1996–2001 walczył na japońskich i holenderskich galach Rings. Zanotował kilka znaczących zwycięstw m.in. poddał zawodnika i przyszłego mistrza UFC Randy’ego Couture’a, przyszłego mistrza Strikeforce Renato Sobrala oraz angielskiego zawodnika UFC Iana Freemana
W latach 2001–2002 występował w japońskiej organizacji PRIDE FC. Stoczył w niej cztery pojedynki, wszystkie przegrał przez poddanie.
12 grudnia 2003 roku wystartował w turnieju na chorwackiej gali Durata Fights. Overeem wygrał wszystkie trzy walki z mało znanymi przeciwnikami i tym samym zwyciężył w turnieju.
W 2004 roku na gali 2 Hot 2 Handle został znokautowany przez przyszłego tryumfatora turnieju KSW Dave’a Dalgliesha.
24 sierpnia 2008 roku wystąpił na japońskiej gali Sengoku 4. Przeciwnikiem Overeema był Japończyk Kazuo Takahashi. Overeem wygrał w niespełna minute nokautując rywala latającym kolanem.
W listopadzie 2009 roku wystąpił na gali Beast Of The East która odbyła się w Gdyni. Rywalem Overeema był polski zawodnik Rafał Dąbrowski. Holender po ciosach Dąbrowskiego w parterze został zmuszony do poddania się.
12 lutego 2011 roku stoczył walkę na amerykańskiej gali Strikeforce: Fedor vs. Silva. Jego przeciwnikiem był znany kick-bokser Ray Sefo. Overeem wygrał w pierwszej rundzie, poddając Nowozelandczyka. Swoją drugą walkę w Strikeforce stoczył 18 czerwca 2011 roku. Przeciwnikiem holendra był Amerykanin Chad Griggs. Overeem przegrał, poddając się po ciosach Amerykanina w pierwszej rundzie.
25 lutego 2012 roku w zastępstwie kontuzjowanego Jérôme’a Le Bannera wystąpił na gali KSW XVIII: Unfinished Sympathy przeciw Marcinowi Różalskiemu, pokonując go przez poddanie (klucz na stopę), a miesiąc później 24 marca przegrał z innym Polakiem – Michałem Kitą przez poddanie (duszenie gilotynowe) w 1. rundzie na gali Octagon Italy 2012 w Mediolanie.